# Eduardo Vieira dos Santos
Eduardo Vieira dos Santos (* 18. März 1965 in Bom Sucesso, Paraná) ist ein brasilianischer Geistlicher und römisch-katholischer Bischof von Ourinhos.

## Leben
Eduardo Vieira dos Santos studierte in São Paulo und erwarb am Institut für Kanonisches Recht P. Giuseppe Benito Pegoraro das Lizenziat. Zum Diakon wurde er als Mitglied der Kongregation vom Heiligen Kreuz geweiht, die er kurz darauf verließ. Er empfing am 15. Dezember 2000 das Sakrament der Priesterweihe für das Erzbistum São Paulo.
Neben verschiedenen Aufgaben in der Pfarrseelsorge war er von 2007 bis 2013 Vizerektor des theologischen Seminars von São Paulo. Im Jahr 2007 wurde ihm auch die Begleitung der Ständigen Diakone im Erzbistum São Paulo übertragen. Seit 2013 war er Kanzler der Erzdiözese und Dompfarrer an der Kathedrale von São Paulo.
Am 10. Dezember 2014 ernannte ihn Papst Franziskus zum Titularbischof von Bladia und zum Weihbischof in São Paulo. Die Bischofsweihe spendete ihm der Erzbischof von São Paulo, Odilo Kardinal Scherer, am 7. Februar des folgenden Jahres. Mitkonsekratoren waren der Bischof von São José do Rio Preto, Tomé Ferreira da Silva, und Weihbischof Edmar Peron aus São Paulo.
Papst Franziskus ernannte ihn am 19. Mai 2021 zum Bischof von Ourinhos. Die Amtseinführung erfolgte am 3. Juli desselben Jahres.